# Pomarez
Pomarez é uma comuna francesa na região administrativa da Nova Aquitânia, no departamento Landes. Estende-se por uma área de 30,83 km². Em 2010 a comuna tinha 1 585 habitantes (densidade: 51,4 hab./km²).